# Long John Hunter
John Thurman Hunter dit Long John Hunter est un chanteur et guitariste de blues américain, né à Ringgold, dans la  paroisse de Bienville (Louisiane) le 13 juillet 1931 et mort à Phoenix (Arizona) le 4 janvier 2016. Il est le frère aîné de Tom "Blues Man" Hunter.
Billy Gibbons, de ZZ Top, et Bobby Fuller font partie de ses nombreux fans.

## Biographie
Hunter grandit dans plusieurs fermes isolées où il écoute longuement les programmes radio de country dont il dit qu'ils l'ont grandement influencé. 
Il part travailler à Beaumont (Texas) en 1947, commence à pratiquer la guitare après avoir vu jouer B. B. King, forme bientôt un petit orchestre qui comprendra Phillip Walker. En 1955, il enregistre pour Duke l'excellent Crazy Girl, un petit succès à Houston. L'année suivante, il s'installe à El Paso où, sans avoir à affronter trop de concurrence dans ce domaine, il devient le bluesman de la ville frontière. Il se produit régulièrement au Lobby Club de Ciudad Juárez au Mexique jusqu'en 1970. C'est dans un style nettement influencé par Albert Collins et Duane Eddy (basé à Phoenix), que Hunter grave une série de beaux 45 tours qui établissent sa réputation (El Paso Rock, The Scratch). Sur les conseils de son vieil ami Phillip Walker, il finit par se décider à quitter El Paso. Remarquable showman et bluesman authentique, Hunter devient alors un des favoris des tournées internationales et des festivals des années 1980 et 1990. Il enregistre plusieurs albums : le microsillon Smooth Magic (Boss) ainsi que l'excellent CD Ride Rith Me (Black Magic), en compagnie d'autres vétérans texans, T. D. Bell, Erbie Browser et Border Town Legend (Alligator).

## Discographie
- 1985 : Smooth Magic (Boss)
- 1986 : Texas Border Town Blues (Double Trouble)
- 1992 : Ride with Me (Alligator)
- 1996 : Border Town Legend (Alligator)
- 1997 : Swinging from The Rafters (Alligator)
- 1999 : Ooh Wee Pretty Baby! (Norton), compilation
- 1999 : Lone Star Shootout (Iglauer), avec Lonnie Brooks et Phillip Walker
- 2000 : Long John Hunter (Marquette), album 3 CD.
- 2003 : One Foot in Texas (Doc Blues), Long John Hunter et Tom « Blues Man » Hunter
- 2008 : Looking For A Party (Blues Express)